# 12708 Ван Стратен
12708 Ван Стратен (12708 Van Straten) — астероїд головного поясу, відкритий 16 жовтня 1990 року.
Тіссеранів параметр щодо Юпітера — 3,321.